# La Libre Belgique
La Libre Belgique (afgekort als LLB; Frans voor Het Vrije België) is een Belgische krant. Ze geldt soms als Franstalige tegenhanger van De Standaard. Tot 1999 was de krant sterk katholiek gericht.

## Oprichting tijdens de Duitse bezetting
La Libre Belgique werd opgericht in februari 1915 door de 74-jarige Victor Jourdain. Hij was voordien al geruime tijd actief in de krantenwereld, maar had de uitgave van Le Patriote (1884-1914) moeten staken door de oorlog. La Libre verscheen clandestien in het door de Duitsers bezette België, en haar naam refereerde met een knipoogje aan de collaborerende krant La Belgique. De krant werd in het grootste geheim gedrukt in de kartonfabriek van Eugène van Doren. Op de voorpagina werd de draak gestoken met de benarde positie:
- De oplage werd omschreven als "regelmatig onregelmatig".
- De prijs werd opgegeven als "elastisch van nul tot oneindig (herverkopers gelieve deze limiet niet te overschrijden)".
- Het telegrafisch adres was "KOMMANDANTUR BRUXELLES".
- Het kantoor een "automobiele kelder".

Het devies was wel volle ernst: Ne se soumettant à aucune censure ("zich aan geen enkele censuur onderwerpend").
In totaal verschenen 170 nummers tijdens de bezetting. Meer dan 500 mensen werkten mee aan de redactie. De Duitsers hadden een speciale recherche-eenheid om de verzetskrant het zwijgen op te leggen. Ondanks de arrestatie van 61 medewerkers in het voorjaar van 1918, slaagden ze daar niet in.
Enkele weken voor de wapenstilstand stierven de reeds bejaarde gebroeders Jourdain kort na elkaar een natuurlijke dood. Verdeler Philippe Baucq kwam er minder goed vanaf. Hij werd gevangen en in de Nationale Schietbaan gefusilleerd, samen met Edith Cavell.

## Interbellum en WOII
Het werk van Victor Jourdain werd voortgezet door zijn twee zonen Joseph en Paul. Zij slaagden erin om La Libre Belgique, eveneens clandestien, regelmatig uit te brengen gedurende de Duitse bezetting tijdens de Tweede Wereldoorlog.
"Groet ze [de joden] in het voorbijgaan! Sta ze uw plaats af op de tram! Protesteer tegen de barbaarse maatregelen die tegen hen worden genomen. Dat zal de moffen razend maken!"
Na de oorlog pikte Paul Jourdain als hoofdredacteur van La Libre Belgique de draad meteen weer op. Toen Paul Jourdain in 1954 overleed, werd zijn neef Victor Zeegers hoofdredacteur en algemeen directeur. Bij diens overlijden in 1972, bleek dat zijn gedoodverfde opvolger, zijn zoon Jacques Zeegers, niet de volledige redactie achter zich had. Zeegers werd opgevolgd door Jean Daloze. Huidig hoofdredacteur is Dorian de Meeus.

## Regionale uitgaven
In Luik en omgeving draagt de bijlage van LLB de naam "Gazette de Liége", naar de naam van een plaatselijke krant die werd overgenomen.

## Oplage en verkoop
In 1959 bereikte La Libre Belgique een recordoplage van 190.000 exemplaren. In 2007 haalde de krant een gemiddelde oplage van 56.662 exemplaren voor een betaalde verkoop van 46.117 (print 45.722, digitaal 395) in 2015 was de oplage teruggevallen tot 41.496 ex. (print) voor een betaalde verkoop van 36.370 (33.232 print, 3.138 digitaal), een verlies van 21% t.o.v. 2007.
| Naam               | 2007   | 2008   | 2009   | 2010   | 2011   | 2012   | 2013   | 2014   | 2015   |
| ------------------ | ------ | ------ | ------ | ------ | ------ | ------ | ------ | ------ | ------ |
| Oplage - Print     | 56.662 | 57.578 | 54.567 | 54.435 | 52.473 | 50.471 | 45.639 | 43.402 | 41.496 |
| Verkoop - Print    | 45.722 | 45.424 | 43.116 | 41.895 | 40.265 | 38.555 | 36.639 | 34.635 | 33.232 |
| Verkoop - Digitaal | 395    | 317    | 275    | 297    | 356    | 1.085  | 1.707  | 2.343  | 3.138  |
| Verkoop - Totaal   | 46.117 | 45.741 | 43.391 | 42.192 | 40.621 | 39.640 | 38.346 | 36.978 | 36.370 |

Bron: CIM

## Hoofdredacteurs
- 1954-1972: Victor Zeegers
- 1972–1979: Jean Daloze
- 1979-1984: Jacques Zeegers
- 1984–1992: Jacques Franck
- 1992–2002: Jean-Paul Duchâteau
- 2002–2003: Jean-Paul Marthoz
- 2003: Jean-Paul Duchâteau (ad interim)
- 2003-2009: Michel Konen
- 2010- 2013 : Vincent Slits
- 2013 - 2018: Francis Van de Woestyne
- 2018 - : Dorian de Meeus